# Saint-Cyr-en-Val
Saint-Cyr-en-Val is een gemeente in het Franse departement Loiret (regio Centre-Val de Loire). De plaats maakt deel uit van het arrondissement Orléans. Saint-Cyr-en-Val telde op 1 januari 2022 3.430 inwoners.

## Geografie
De oppervlakte van Saint-Cyr-en-Val bedroeg op 1 januari 2022 44,23 vierkante kilometer; de bevolkingsdichtheid was toen 77,5 inwoners per km². De plaats ligt aan de Loiret.

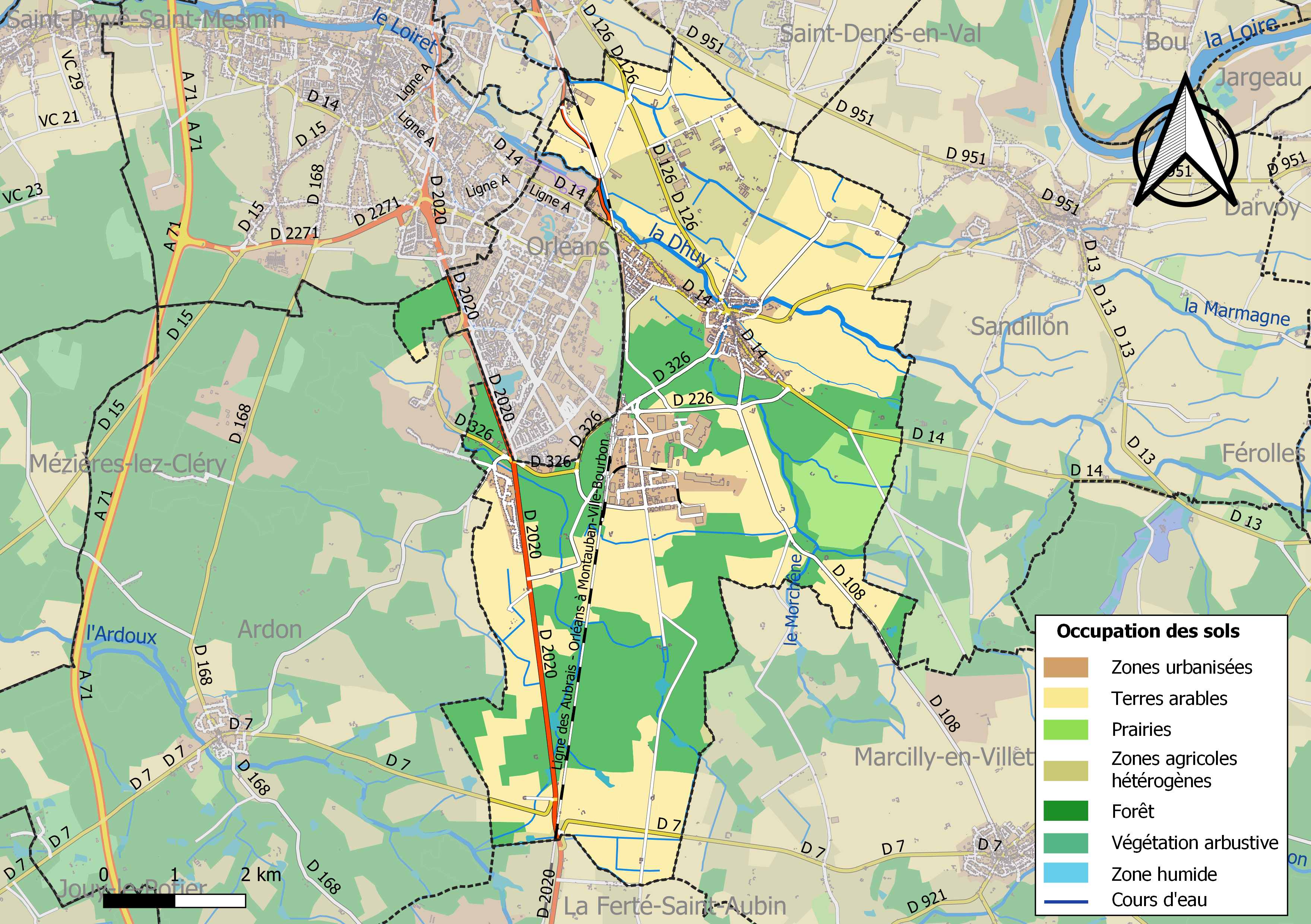
Kaart van de gemeente met de belangrijkste infrastructuur, bodemgebruik en omliggende gemeenten

## Verkeer en vervoer
In de gemeente ligt spoorwegstation Saint-Cyr-en-Val - La Source.

## Demografie
Onderstaande figuur toont het verloop van het inwonertal (bron: INSEE-tellingen).

## Geboren
- Michèle Desbordes (1940-2006), schrijfster